# Улитовский, Алексей Васильевич
Алексей Васильевич Улито́вский (1893 — 1957) — учёный в области приборостроения, изобретатель.

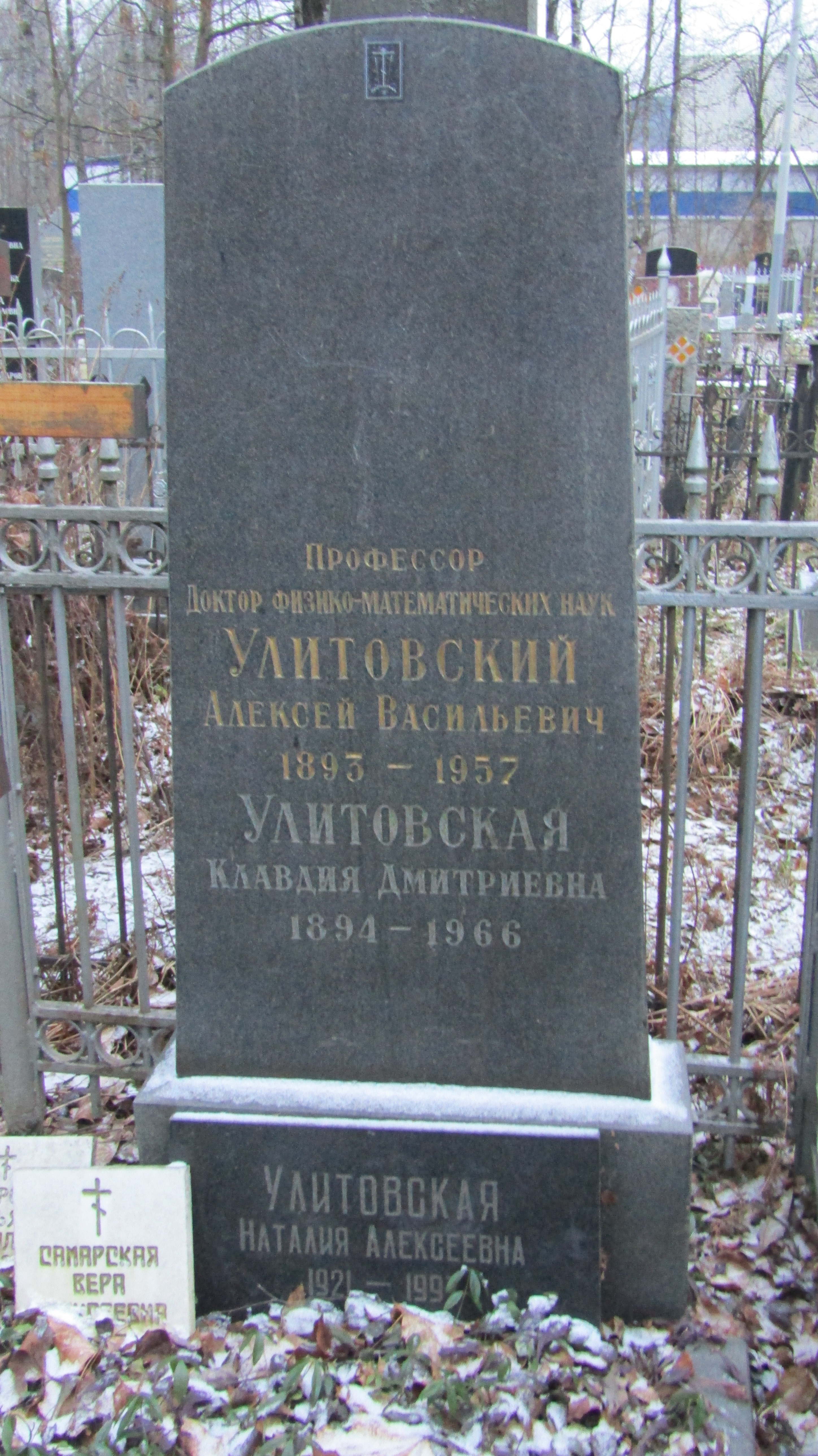
Могила Улитовского А.В. Серафимовское кладбище, Санкт-Петербург.

## Биография
Родился 16 марта 1893 года в с. Никольские Гаи (ныне Ряжский район, Рязанская область). Окончил земскую школу, гимназию в Рязани, Петербургский университет (1915).
Организовал при Петроградском электротехническом институте мастерскую по ремонту электроизмерительных приборов, в которой работал несколько лет.
Переехал в Москву, где преподавал в ВВИА имени Н. Е. Жуковского, потом вернулся в Ленинград. Профессор ЛГУ имени А. А. Жданова, доктор физико-математических наук (1935). Директор Института прикладной физики ЛГУ.
В 1934—1935 годах применил плавку малых количеств металла при помощи токов высокой частоты на радиочастотных диапазонах коротких волн.
Арестован 1.1.1938. Осужден по ст. 58 УК РСФСР на 5 лет ИТЛ. Работал на аффинажном заводе в Красноярске, после отбытия срока оставлен в ссылке там же. С марта 1944 года руководитель исследовательской группы Центральной заводской лаборатории, с 28.5.1945 начальник контрольно-измерительного отделения ЦЗЛ.
В июле 1946 откомандирован в Москву в распоряжение заместителя министра МВД СССР А. П. Завенягина. По направлению академика С. И. Вавилова зачислен во ВНИИ метрологии на должность профессора, начальника лаборатории.
В 1948 году предложил новый способ получения литых микропроводов в стеклянной оболочке — «метод Улитовского-Тэйлора».
В 1952—1956 годах получил микропроволоку в стеклянной изоляции.
Умер 6 ноября 1957 года.
Сын — Борис Алексеевич Улитовский, заслуженный деятель науки и техники СССР, доктор технических наук, профессор.

## Награды и премии
- Сталинская премия первой степени (1951) — за разработку и освоение процесса получения тонкого листа непосредственно из жидкого чугуна.
- Ленинская премия (1960 — посмертно) — за разработку метода получения тонких и сверхтонких металлических нитей непосредственно из жидкой фазы.